# نشویل (اوهایو)
نشویل (به انگلیسی: Nashville) یک منطقهٔ مسکونی در ایالات متحده آمریکا است که در شهرستان هولمز، اوهایو واقع شده‌است. نشویل ۰٫۱۸ کیلومتر مربع مساحت و ۱۹۷ نفر جمعیت دارد و ۳۷۳ متر بالاتر از سطح دریا واقع شده‌است.